# Berend Wildrik
Berend Wildrik, né le 20 avril 1754 à Zutphen et mort le 9 juin 1831 à Ruurlo, est un homme politique néerlandais.

## Biographie
Diplômé en droit romain à l'université de Harderwijk en 1775, ce fils de pasteur devient avocat puis procureur au tribunal de Zutphen à partir de 1780. Farouche Patriote, il joue un rôle actif dans les événements de la Révolution batave en province de Gueldre. Il fait partie d'une exercitiegenootschap et occupe brièvement Deventer en 1787. Cette même année, la Prusse intervient militairement pour mettre un terme à la révolution. En fuite, Wildrik est banni de Gueldre par les échevins de Zutphen pour une durée de quinze ans. 
En janvier 1795, l'armée française de Pichegru franchit le Rhin et envahit les Provinces-Unies. Les patriotes se soulèvent dans tout le pays, le stathouder Guillaume V d'Orange s'exile en Angleterre et la République batave est proclamée. Wildrik rentre en Guledre et retrouve sa fonction de procureur puis est élu en octobre à la municipalité de Zutphen. Le 27 janvier 1796, il est élu député de Zutphen à la première Assemblée nationale de la République batave, qui siège à partir du 1er mars. Il se signale comme un unitariste radical, avec Pieter Vreede. En raison de ce radicalisme, il n'est pas réélu en août 1797 par Zutphen mais, suppléant pour la circonscription de Groenlo, il siège à partir du 15 janvier 1798, après la démission du titulaire. Une semaine plus tard, les unitaristes provoquent un coup d'État, chassant les fédéralistes et quelques modérés de l'Assemblée. Un Directoire provisoire est formé et Berend Wildrik est désigné parmi ses cinq membres. Après un nouveau coup d'État le 12 juin, il est arrêté et libéré immédiatement, ce qui lui permet d'être élu député dans le nouveau Corps législatif en juillet. Il le reste jusqu'en 1801 et se retire de la vie politique.